# Municipio de Zoquitlán
El municipio de Zoquitlán es uno de los 217 municipios que conforman el estado mexicano de Puebla. Su cabecera es la localidad de Zoquitlán que en el 2005 tenía poco más de 2700 habitantes de los más de 18 000 del municipio en 2015
La mayoría de sus habitantes hablan náhuatl.

## Toponimia
El nombre de este municipio deriva del vocablo náhuatl zóquitl, que significa lodo. A él se añade la desinencia locativa -tlan, por lo que el topónimo significa "en el lodazal".

## Geografía
El municipio de Zoquitlán cuenta con una superficie de 311,27 km². Limita al norte con los municipios de Ajalpan y Eloxochitlán; al este, con el municipio de San Sebastián Tlacotepec; al sur, con Coyomeapan; y al poniente, con Coxcatlán. El municipio forma parte de la región económica de Tehuacán, y se encuentra enclavado en el sureste del estado de Puebla. El relieve se encuentra dominado por la presencia de la Sierra Negra de Tehuacán, que forma una misma unidad orográfica con la Sierra de Zongolica. Ambas se ubican dentro de la Provincia X del Eje Neovolcánico. En sus máximas elevaciones, la Sierra del Axusco —nombre local de la Sierra Negra— rebasa los 2900 m s. n. m. Este territorio forma parte de la cuenca del Papaloapan. El desagüe principal vierte hacia el oriente por el cauce del río Coyolapa, que a su vez desemboca en el río Tonto. El clima es templado y muy húmedo, debido a la presencia constante de las corrientes aéreas provenientes del Golfo de México.

## Organización territorial
El municipio cuenta con 4 juntas auxiliares y 12 inspectorías auxiliares municipales, cuyos titulares son electos por consulta popular.
4 juntas auxiliares.
Xitlama,
Acatepec,
Tepexilotla y
Cacaloc.
12 inspectorías, Xaltepec, Oztopulco, Pozotitla, Coyolapa, Tepepa Bandera, Tepepa de Zaragoza, Izhuapa, Ocotlamanic, Tepantitla, Trancas y Tepequexpa.